# 維夫恰羅韋
49°50′43″N 38°36′51″E / 49.84528°N 38.61417°E
維夫恰羅韋（烏克蘭語：Вівчарове）是位於烏克蘭東部的村莊，由盧甘斯克州斯瓦托韋區的洛茲諾-亞歷山德里夫卡市鎮負責管轄。該村處於洛茲納河畔，始建於1954年，面積50平方公里，海拔高度113米，2001年人口667。